# Parafia Matki Bożej Miłosierdzia w Radomiu
Parafia pw. Matki Bożej Miłosierdzia w Radomiu – parafia rzymskokatolicka usytuowana w Radomiu. Należy do dekanatu Radom-Centrum, który należy z kolei do diecezji radomskiej.

## Historia
Parafia została erygowana 15 marca 1977 roku przez bp. Piotra Gołębiowskiego. Proboszczem parafii został mianowany ks. Adam Stanios. Kościół pw. Matki Bożej Miłosierdzia powstał według projektu architekta Leopolda Taraszkiewicza z Politechniki Gdańskiej i konstruktora inż. Tadeusza Lisiewicza z Gdańska. Budowany był w latach 1978–1988 staraniem ks. Adama Staniosa. Świątynia została zaprojektowana jako obiekt dwukondygnacyjny, w zespoleniu z plebanią. Dolny kościół został poświęcony 20 września 1983 przez bp. Walentego Wójcika. W pomieszczeniach dolnego kościoła urządzono też miejsce pamięci, "martyrium" dedykowane osobom związanym z działalnością niepodległościową podczas II wojny światowej i w czasie komunizmu. Umieszczono tam 35 marmurowych tablic kommemoratywnych z okolicznościowymi napisami. Kościół górny poświęcony został 2 lutego 1988 przez bp. Edwarda Materskiego. Jest to świątynia trójnawowa, murowana z cegły i betonu o konstrukcji żelbetowej. Wnętrze świątyni jest halowe. Wszystkie drzwi wejściowe do świątyni wykonane są z wykuwanych blach z brązu. Konsekracji kościoła dokonał 25 listopada 2001 kard. Zenon Grocholewski, prefekt Kongregacji Wychowania Katolickiego. W 2007 bp Zygmunt Zimowski ustanowił kościół Ośrodkiem Kultu Matki Bożego Miłosierdzia.

## Proboszczowie
- ks. inf. Adam Stanios (1977–2007)
- ks. prał. dr Wiesław Taraska (od 2007)

## Terytorium
Do parafii należą wierni z Radomia mieszkający przy ulicach: Bema, Czecha, Czysta, Chrobrego (nr. 11–19 i 26–34), 11-ego Listopada (nr. parzyste od 10 do 58), Jasińskiego, Jordana, Kusocińskiego, Malczewskiego (nr. 26, 26a), Mielczarskiego, Miła, Niedziałkowskiego (nr. parzyste od 42 do 50), Okopowa, Podchorążych, Prądzyńskiego, Sportowa, ks. Staniosa, Stefczyka, Struga (nr. nieparzyste od 19 do 61), Ściegiennego, Sowińskiego, Wojciechowskiego, Warszawska (nr 4), Zajączka, Zegara Słonecznego, Żwirki i Wigury (nr. parzyste od 4 do 10).

## Biblioteka
Parafia jest organizatorką Biblioteki Parafialnej, mieszczącej się w budynku kościoła przy ul. Miłej. Biblioteka udostępnia swoje zbiory w poniedziałki i piątki w godz. 15:00–20:00 oraz w niedziele w godz. 8:00–14:00. Została ona uruchomiona 20 października 1986, przy stanie księgozbioru ok. 1 000 egz. Zbiory biblioteczne nieustannie się rozrastają, mieszcząc w sobie literaturę duszpasterską, religijną i filozoficzną, katolicką, w zakresie społecznego nauczania Kościoła, ale także beletrystykę oraz książki popularnonaukowe i naukowe. Biblioteka gromadzi książki, czasopisma, wycinki prasowe, pisma ulotne, afisze i plakaty, dokumenty społecznego życia parafii oraz książki dźwiękowe.
Pierwszą kierowniczką biblioteki była Maria Trybuchowska (†), następnie jej obowiązki przejęła współpracująca z nią mgr Maria Kośmińska-Wójtowicz. Od 2014 pracuje tam też druga bibliotekarka, Anna Górecka. Pracownicami biblioteki są kwalifikowani bibliotekarze.